# Observatorio Cerro Mamalluca

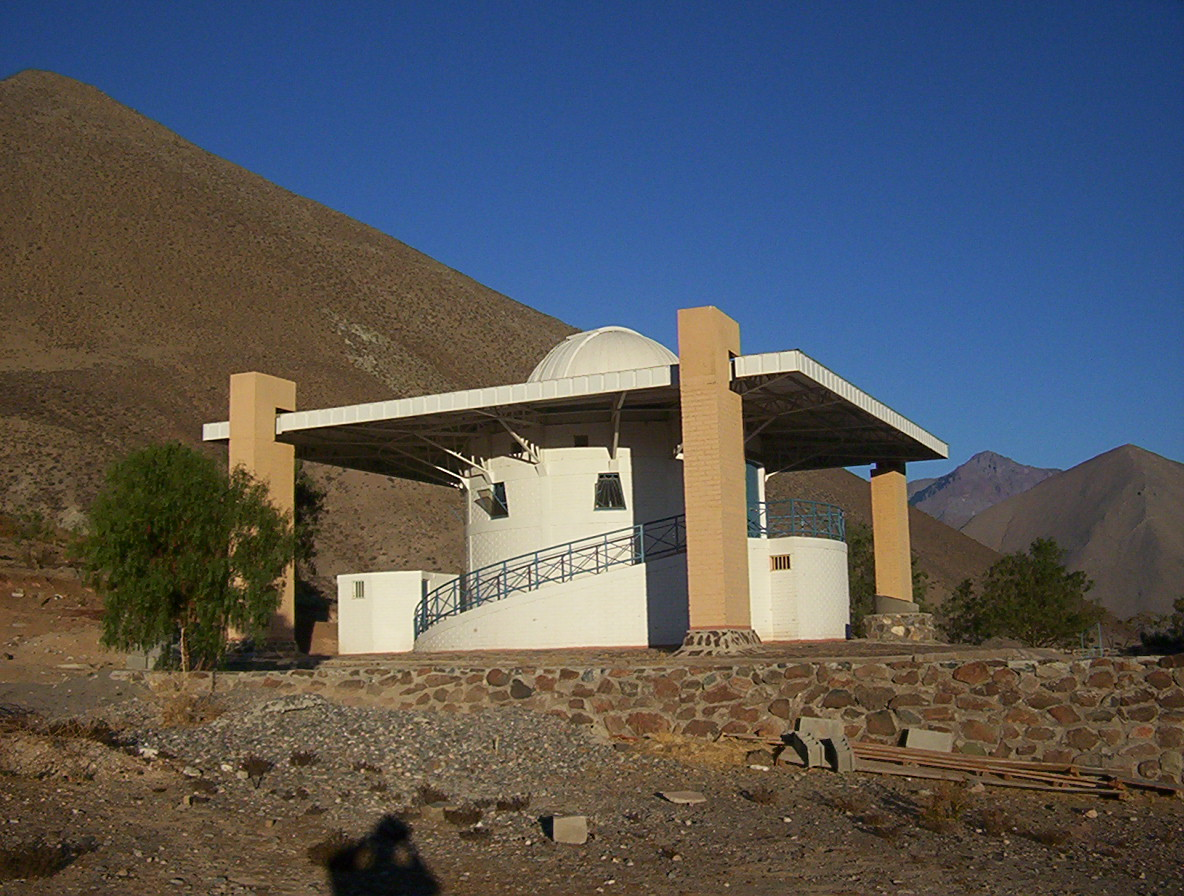
Vista diurna.

El Observatorio Cerro Mamalluca es un observatorio turístico ubicado a 9 kilómetros al nororiente de la ciudad de Vicuña, Región de Coquimbo, Chile. En 1994, se convirtió en el primer observatorio aficionado con fines turísticos del país. Hoy cuenta con un planetario, salas de visitas, telescopios manuales y automáticos.
Su gran difusión se explica por el disco de Los Jaivas llamado Mamalluca, obra que se inspiró en el observatorio. De hecho, su pianista Claudio Parra se ha presentado dos veces en las instalaciones del observatorio.

## Historia
La idea de tener un observatorio para gente amateur se formó en los años 1980 en un grupo aficionadio llamado CASMIA. Las primeras gestiones consiguen el terreno, así como fondos del Ministerio de Obras Públicas (MOP), de la municipalidad, equipos donados por Observatorio Cerro Tololo (CTIO, por sus siglas en inglés), del gobierno regional y empresas de la zona.
Dos aficionados habían solicitado ayuda a expertos del CTIO para que la municipalidad adaptara la iluminación de la ciudad, reduciendo la Contaminación lumínica. Este proyecto facilitó el trabajo conjunto, y al mismo tiempo fue premiado por la US National Science Foundation quienes donaron un telescopio de 30 cm.
Actualmente cuentan con dos telescopios nuevos, uno de ellos de 16 pulgadas traído de Estados Unidos y uno manual, de 17 pulgadas, construido íntegramente en Vicuña. Además cuenta con 7 telescopios de tipo manual, cada uno de ellos con un diámetro aproximado de 42 centímetros.

### Proyectos
Están intentando que les donen un telescopio robótico, para mejorar la capacidad de observación.
Se encuentra en proceso de instalación de un planetario en la cúpula principal.
Salidas a Colegios denominado como el Proyecto "Mira mira".